# Madeleinekultur
Madeleinekulturen (egentlig Magdalen) er benævnelsen for den eksistensform, der i Weichsel-istidens sidste faser ca. 17.000-11.000 f.Kr. bredte sig ud over det mellemeuropæiske område nord for Alperne.
Madeleinekulturen har navn efter fundstedet La Madeleine en hule ved Vézèrefloden i Dordogne i Frankrig. Benævnelsen Magdalénien blev udformet af den franske forhistoriker Gabriel de Mortillet i 1869.

## Indledende oversigt
Omkring 18.000 f.Kr. begyndte isens afsmeltning i det skandinaviske område. Dermed skabtes mulighed for, at tundraen kunne brede sig nordover til disse nye, isfrie områder. Det skete mellem ca. 18.000 f.Kr. og ca. 13.000 f.Kr. Dermed kunne tillige dyrelivet brede sig nordover. Samtidig begyndte skovbevoksninger at brede sig fra syd mod nord, hvorved områderne syd for Alperne blev mindre tiltrækkende for steppedyrelivet. Dyrene søgte derfor stadig længere nordpå og kom ikke mere så langt sydpå som tidligere. Denne udvikling synes at have fået indflydelse på datidens menneskers livsmønster. I takt med at udbyttet af deres jagter mindskedes måtte de flytte nordpå. Den livsform, der således bredte sig nordover, kaldes Madeleinekulturen. Den særlige redskabskultur synes at have udviklet sig i Frankrig omkring 18.000-16.000 f.Kr. Især efter 13.500 f.Kr. synes Madeleinefolket at have bredt sig ud over det meste af det gamle, henved 400 km brede løss-bæltes område fra Frankrig i vest til Weichsel-flodens øvre løb i øst.
Der skelnes mellem tidlig, mellemste og sen Madeleinekultur. Disse er hver underinddelt i to faser, en ældre og en yngre, således, at der i alt skelnes mellem 6 faser.
| Periode             | Tidlig Madeleinekultur                | Mellemste Madeleinekultur             | Sen Madeleinekultur                   |
| ------------------- | ------------------------------------- | ------------------------------------- | ------------------------------------- |
| Fase                | I-II                                  | III-IV                                | V-VI                                  |
| Tidsrum             | ca.17.000-ca.13.500 f.Kr.             | ca.13.500-ca.11.000 f.Kr.             | ca.11.000-ca.9.500 f.Kr.              |
| Klimaperiode        | Weichsel-istid, Ældste dryas          | Bølling, Ældre Dryas                  | Allerød                               |
| Plantevækst         | løss-steppe                           | løss-steppe                           | åben birkeskov                        |
| Dyreliv (jagtvildt) | rensdyr, urokse, bison, elg, vildhest | rensdyr, urokse, bison, elg, vildhest | rensdyr, urokse, bison, elg, vildhest |
| Typelokalitet       | La Madeleine                          | Gönnersdorf                           | Princevent                            |

Madeleinekulturen anses som afløser for Solutréenkulturen og udgjorde grundlaget for/kilden til Hamburgkulturen i Nordvesteuropa og Ŝwidrykulturen i Nordøsteuropa. I Frankrig og Nordspanien blev Madeleinekulturen derimod afløst af Aziliankulturen.

## Tidlig Madeleinekultur

### Klima og levevilkår
Under Weichsel-istidens største udbredelse var det meste af det skandinaviske område samt den nordlige del af de britiske øer dækket af en bræ; desuden fandtes isdække over de højereliggende mellemeuropæiske bjergområder, først og fremmest Alperne. Området mellem de britiske øers og det skandinaviske isdække udgjorde en polartundra påvirket af permafrost, kraftige vinde, løss. Syd herfor, tværs over det mellemeuropæiske område, fandtes en flere hundrede kilometer bred løss-steppe: over de omfattende sletter, der var udsatte for omfattende afstrømning fra isbræerne, tilføjedes hver vinter et lag af gletcherstøv, der med tiden visse steder nåede en tykkelse på 8 m. Dette landskab gav grundlag for en tundrabevoksning af timian, kæruld, siv og stargræs. I området syd for Alperne forekom en tør, tempereret steppe og enkelte skovbevoksninger. Denne mellemeuropæiske løss-steppe husede et rigt dyreliv af mammuter, uldhåret næsehorn, moskusokser, rensdyr, vildheste, undertiden tillige elg og urokse samt huleløver, leoparder og ulve.
Hvert år forekom omfattende vandringer af drøvtyggere mellem løss-steppen i nord og den tempererede steppe i syd.
Datidens mennesker holdt øjensynligt til i de sydlige områder og ikke mindst på de steder, som dyrene passerede på disse halvårlige vandringer. Disse områder, der lå i det sydvestlige Frankrig og på den iberiske halvø, kaldes refugier, idet det var i disse områder, at datidens mennesker "overlevede" istidens klima. Et sådant område var Périgord i det sydvestlige Frankrig. Dette område lå sydvest for Massif Central, et stort bjergområde, som øjensynligt har ydet en vis beskyttelse imod kulden fra nord, med velegnede naturlige steder som gav ly for vind og vejr og derfor egnede sig til mere eller mindre fast bosættelse, som husede et omfattende og varieret dyreliv med muligheder for fødeforsyning i rigt mål stort set året rundt, som havde rige flintlejer der egnede sig til fremstillingen af de redskaber, datidens mennesker havde brug for. Så længe dette område gav datidens mennesker så gode levevilkår, kunne de næppe føle trang til at opsøge nye jagtmarker.
Omkring 18.000 f.Kr. begyndte afsmeltningen af fastlandsisen i det skandinaviske område. Dermed skabtes mulighed for, at tundraen kunne brede sig nordover til disse nye, isfrie områder, men forløbet gik langsomt med varmefremstød afløst af nye kuldeperioder, og indtil 13.500 f.Kr. fik denne proces kun ringe betydning i det sydlige Europa. Lascaux interstatialet (omkring 17.000-16.000 f.Kr.) indebar således ikke nogen spredning uden for refugiet, og dette efterfulgtes af Ældste Dryas (omkring 16.000-13.500 f.Kr.), en kuldeperiode, hvor sommertemperaturen næppe oversteg 8-9 °C. I hele denne periode, Madeleinekulturens ældre fase, udgjorde det sydfranske og det iberiske refugium det faste og sikre levested.

### Livsform
Madeleinekulturens udøvere var fortrinsvis jægere. De synes at have tilpasset sig de stedlige forhold således, at de valgte det på hvert sted oftest eller mest forekommende vildt: De var især rensdyrjægere, om end på visse steder var vildhest andre steder andre dyrearter deres vigtigste bytte. Mammut, visent, urokse samt fugle er tidvis og stedvis nedlagt.

### Bopladser
Madeleinefolket havde i denne fase deres bopladser under klippely og i bjerghuler, der kunne give beskyttelse mod vejr og vind, i de beskyttede dale i Périgord-området i det sydvestlige Frankrig omkring floderne Dordogne, Couze og Vézère. En del af disse huler og klippely var kun beboede en kort tid, mens andre synes beboede i længere tid og/eller ad flere gange. Om nogen organiseret indretning af disse bosteder kan man næppe tale, om end visse steder synes forbeholdt flinthåndværket.

### Kunst
Madeleinekulturen er i denne fase sat i forbindelse med hulemalerier fundet fortrinsvis i Sydfrankrig og Nordspanien, blandt andre Lascaux-hulen i Dordogne, Frankrig, og Altamira-hulen, Kantabrien, Spanien. Der kendes mere end 200 huler med hulemalerier.

## Mellemste Madeleinekultur

### Klima og levevilkår
Under Bølling varmetiden (omkring 13.500-12.300 f.Kr.), hvor temperaturen steg til omkring 15 °C, spredte madeleinefolket sig fra de oprindelige bosættelsesområder i tre retninger: mod sydvest til Pyreneerne og Kantabrien i den nordlige del af Spanien, mod øst ind i de lavere bjergegne nord for Alperne (Jura-bjergene), i første omgang til egnene omkring Rhinens og Donaus øvre løb, samt mod nord til lavlandet omkring Loirefloden og herfra videre til Seine- og Oise-flodernes bredder. Mens levevilkårene i de to første tilfælde havde ligheder med de gammelkendte i refugiet, var forholdene i det nordfranske lavland nye og krævede tilpasning.

### Bopladser
Bopladser fra Madeleinekulturen ligger under denne spredningsfase i overvejende grad i tilknytning til de nordeuropæiske floder: Seinen, Oise, Rhinen, Maas, Saale (Elben), Donau, Moldau, Weichsel.
Af bopladsen Gönnersdorf har man udledt, at Madeleinefolket boede i runde telthytter med en diameter på 6–10 m. Der er spor af to mindre og tre større telte. I alt kan der have boet 30-60 mennesker på bopladsen.
Magdaleinefolkene var øjensynligt i stand til at tilpasse sig det omgivende miljø, herunder med et stærkt rørligt indhold: Selv om bosættelsen året rundt holdt sig inden for et begrænset område, var bopladserne beboet sæsonmæssigt, og det formodes, at der var tale om sæsonmæssige skift mellem spredt bosættelse og samling på udvalgte steder og tillige om skift mellem bosættelse i bjergområder om foråret og sommeren og sletteområder om efteråret og vinteren. Det kan ikke udelukkes, at en del bopladser har været i brug året rundt.

### Våben og redskaber
Spyd, hvis kastelængde og gennemslagskraft man har forøget ved brug af kastetræ samt harpuner synes at have udgjort de vigtigste jagtvåben (effektiv kastelængde kunne med de våben nå op i 140 m). Sådanne kendes især fra den senere del af Madeleinetiden.

### Jagtmåde
Madeleinefolket har øjensynligt gjort brug af jagtmetoder, der muliggjorde nedlæggelse af et større antal rensdyr (rensdyr udgjorde mere end 90% af det nedlagte bytte) ad gangen og således at opbygge forråd til efterår og vinter. Eftersom rensdyr i almindelighed bevæger sig med forholdsvis stor hastighed og derfor er svære at komme på nært hold af, synes Madeleinefolket i det nordfranske lavland at have lagt deres bopladser ved flodbredder, hvor rensdyrflokkene erfaringsmæssigt svømmede over, og dermed måtte bevæge sig betydeligt langsommere end på land. De udgjorde derfor et lettere bytte.
På flere af de fundne bopladser er fundet vidnesbyrd om 50-100 nedlagte rensdyr, svarende til flere tusind kg rensdyrkød og mulighed for at opbygge forråd.
Undersøgelser peger på, at man først og fremmest har jaget yngre handyr, hvorved rensdyrbestanden uden vanskeligheder har kunne holde sig vedlige.

### Sociale forhold
Det ser ud til, at man har haft en ubetydelig arbejdsdeling. Det er dog muligt, at der har udviklet sig særlige flintsmede med specielt gode evner til dette arbejde.
Desuden ser det ud til, at man har delt jagtbyttet. Samme dyr synes at have været fordelt til flere husstande. Det er muligt, at denne fordeling er sket ud fra familiemæssig samhørighed (først børn og forældre, dernæst søskende, så svogerforbindelser osv.).

### Kunst
Et andet påfaldende træk er forekomsten af sneglehuse og muslingeskaller med hul i, øjensynligt båret som smykker eller som et statussymbol eller i magisk øjemed fundet på bopladser i Jura-bjergene nord for Alperne. En betydelig del af dem stammer fra det europæiske fastlands kyster, dels den franske atlanterhavskyst, dels middelhavskysten, og vidner således om vidtstrakte kontakter mellem kyst og de mest kystfjerne indlandsområder.

## Sen Madeleinekultur
Sen Madeleinekultur er benævnelsen for den fase, der indtrådte under Bølling varmetiden (omkring 11.000 f.Kr.). Denne fase er samtidig med, at Hamburgkulturen bredte sig ud over det nordeuropæiske lavland. Men hvor Hamburgkulturen repræsenterer en fornyet udbredelse til nye, hidtil ubeboede egne, repræsenterer Madeleinekulturen i denne fase først og fremmest en tilpasning til de ændrede klima- og levevilkår i de "gamle" kulturområder.

## Fundsteder
- Andernach, Rheinland, Tyskland
- Birseck-Ermitage, kanton Bern, Schweiz
- Brillenhöhle, Baden-Würtemberg, Tyskland
- Bruederholz, kanton Bern, Schweiz
- Buchardtshöhle, Baden-Würtemberg, Tyskland
- Buttentalhöhle, Baden-Würtemberg, Tyskland
- Bärenfelsgrotte, Schwaben, Bayern, Tyskland
- Büttenloch, kanton Bern, Schweiz
- Champréveyres, kanton Neuchátel, Schweiz
- Eremitage, kanton Bern, Schweiz
- Etiolles, Frankrig
- Felsställe, Baden-Würtemberg, Tyskland
- Flageolet, Frankrig
- Gadenstedt, Niedersachsen, Tyskland
- Gnirshöhle, Baden-Würtemberg, Tyskland
- Grand Canton, Frankrig
- Gönnersdorf, Rheinland, Tyskland
- Helga abri, Baden-Würtemberg, Tyskland
- Hintere Burg, kanton Bern, Schweiz
- Hohlenstein Stadel, Schwaben, Bayern, Tyskland
- Hollenberg-Höhle, kanton Bern, Schweiz
- Kaufertsberg, Oberbayern, Bayern, Tyskland
- Kesslerloch, kanton Schaffhausen, Schweiz
- Klein Scheuer Rosenstein, Schwaben, Bayern, Tyskland
- Klingenfelsschutzdach, Schwaben, Bayern, Tyskland
- Kohlerhöhle, kanton Bern, Schweiz
- Köpfli, kanton Bern, Schweiz
- La Madeleine, Dordogne, Frankrig
- Limeuil, Frankrig
- Marsangy, Frankrig
- Maszycka-hule, Polen
- Monruz, kanton Neuchátel, Schweiz
- Moosbühl, kanton Bern, Schweiz
- Munzingen, Baden-Würtemberg, Tyskland
- Napoleonskopf, Baden-Würtemberg, Tyskland
- Petersfels, Baden-Würtemberg, Tyskland
- Princevent, Frankrig
- Probstfels, Baden-Würtemberg, Tyskland
- Reignac, Frankrig
- Rislisberghöhle, kanton Bern, Schweiz
- Röhthekopf, Baden-Würtemberg, Tyskland
- Schussenquelle, Baden-Würtemberg, Tyskland
- Schweizersbild, Baden-Würtemberg, Tyskland
- Sirgenstein, Baden-Würtemberg, Tyskland
- Spitalhöhle, Schwaben, Bayern, Tyskland
- Spitzbubenhöhle, Schwaben, Bayern, Tyskland
- Teufelsküche, Baden-Würtemberg, Tyskland
- Tureau des Gardes, Frankrig
- Verberie, Frankrig
- Ville-St.-Jacques, Frankrig
- Vogelherd, Schwaben, Bayern, Tyskland

## Eksterne links
- http://fornvannen.se/pdf/1900talet/1908_049.pdf
- http://fornvannen.se/pdf/1920talet/1923_009.pdf
- https://runeberg.org/salmonsen/2/22/0254.html
- https://runeberg.org/salmonsen/2/16/0372.html
- https://runeberg.org/salmonsen/2/20/0019.html
- https://runeberg.org/nfbq/0221.html
- https://runeberg.org/nfbq/0607.html
- https://runeberg.org/nfbq/0637.html
- https://runeberg.org/littid67/0286.html